# Tretogonia bergi
Tretogonia bergi är en insektsart som beskrevs av Young 1968. Tretogonia bergi ingår i släktet Tretogonia och familjen dvärgstritar. Inga underarter finns listade i Catalogue of Life.